# Ochrolomia virescens
Ochrolomia virescens är en insektsart som beskrevs av Butler. Ochrolomia virescens ingår i släktet Ochrolomia och familjen hornstritar. Inga underarter finns listade i Catalogue of Life.